# Mike Hill (activista)
Mike Hill (- 9 de febrero de 1991) fue un activista de los derechos de los animales y un saboteador de caza que falleció durante una reunión de los Beagles de Cheshire, convirtiéndose en el primer saboteador de caza que encontró la muerte mientras intentaba proteger la fauna.

## Juventud
Mike Hill era un vegano anarquista, que trabajó en el santuario de animales de Heavens Gate y en el centro de rescate animal de Freshfields. Hill fue un saboteador de la caza y estuvo activo junto con los Yeovil y los saboteadores de Merseyside.

## Muerte
El 9 de febrero de 1991, Mike falleció mientras intentaba sabotear la caza de los Beagles de Cheshire con los saboteadores de la caza de Merseyside. Hacia el final de la jornada de caza, Allan Summerhill y otro cazador subieron a una camioneta abierta tras guardar a los perros en un remolque trasero. Tres saboteadores, entre los que se encontraba Mike, también saltaron sobre el compartimento abierto de la camioneta para evitar que se dirigiesen a otro lugar para seguir cazando. El Sr. Summersgill condujo a gran velocidad por sinuosas carreteras rurales durante 5 millas con los tres saboteadores aferrados a la parte trasera. Se cree que Mike saltó de la camioneta mientras disminuía la velocidad para tomar una curva. Sin embargo, no pudo evitar la camioneta y fue aplastado entre la camioneta y el remolque.
Murió en el camino mientras el Sr. Summersgill continuó conduciendo durante una milla, ignorando los gritos de los otros saboteadores. Solo se detuvo después de que uno de ellos destrozara una ventana de la cabina trasera. Los saboteadores fueron golpeados con un látigo mientras trataban de detener la camioneta para llamar a una ambulancia. Acto seguido el Sr. Summersgill se fue y luego se entregó a la policía. Sin embargo, no se presentaron cargos contra él. Una investigación dictaminó que la muerte fue accidental.

## Consecuencias
La muerte de Mike desencadenó fuertes protestas en el movimiento por los derechos de los animales. Jill Phipps lo expresaba de la forma siguiente:

He oído lo que le pasó a Mike Hill, fue una tragedia, pero desgraciadamente no muy sorprendente, ya que la mayoría de nosotros nos hemos tenido que enfrentar a un cazador perturbado ansioso de sangre, y sólo era cuestión de tiempo que ocurriese esto.

Una manifestación se celebró dos días más tarde frente a la casa del Sr. Summerhill. Reunió a unas 150 personas y la casa fue atacada frente a la policía y los medios. Más tarde, la casa se quemó y el señor Summerhill tuvo que escapar.
Después de la muerte de Mike hubo un resurgimiento de las acciones del Frente de Liberación Animal, especialmente aquellas que involucraban el sabotaje de caza, en el noreste de Inglaterra.